# Figlie di Gesù (Kermaria)
Le Figlie di Gesù (in francese Filles de Jésus) sono un istituto religioso femminile di diritto pontificio: le suore di questa congregazione pospongono al loro nome la sigla F.J.

## Storia
Verso la fine del secolo XVIII il sacerdote bretone Pierre Noury (1743-1804), curato di Bignan, pensò alla creazione di una congregazione di suore per l'educazione della gioventù, l'assistenza ai malati e agli anziani e l'aiuto ai parroci, ma lo scoppio della Rivoluzione lo costrinse ad abbandonare l'idea. Fu il suo successore, Yves-Marie Coëffic (1790-1857), a riprendere il progetto: il 25 dicembre 1834 la sua parrocchiana Perrine Samson (1790-1847), insieme a quattro compagne, emise la sua professione dei voti nelle mani del vescovo di Vannes, Charles-Jean de La Motte de Broons et de Vauvert, dando formalmente inizio alla congregazione delle Figlie di Gesù.
Nel 1846 Maria di San Carlo Périgault (1820-1884), seconda fondatrice della congregazione, venne eletta superiora generale delle Figlie di Gesù: sotto il suo generalato l'istituto ricevette la definitiva strutturazione giuridica (il vescovo La Motte de Broons approvò la loro regola, di ispirazione ignaziana, il 15 gennaio 1850) e le case della congregazione passarono da 6 a 107, con oltre 700 suore che gestivano scuole per oltre 6.000 ragazzi.
Nel 1860 la casa madre delle Figlie di Gesù venne trasferita in una località nel territorio del villaggio di Plumelin, acquistata nel 1856 della Périgault: il luogo venne ribattezzato Kermaria (in bretone, villaggio di Maria). Presso il convento sorse un santuario intitolato a san Giuseppe, che divenne meta di numerosi pellegrinaggi.
Nel 1902 le Figlie di Gesù aprirono filiali anche in Canada: nel 1904 vennero espulse dalle scuole comunali francesi e molte di loro si trasferirono in Belgio.
La congregazione ricevette il pontificio decreto di lode il 16 gennaio 1954 e le sue costituzioni vennero approvate definitivamente dalla Santa Sede il 22 luglio 1955.

## Attività e diffusione
Le Figlie di Gesù si dedicano all'istruzione ed educazione cristiana dell'infanzia e della gioventù, all'assistenza ai malati e ai moribondi, all'insegnamento del catechismo e all'animazione parrocchiale e a varie opere di solidarietà verso gli emarginati e i bisognosi.
Sono presenti in Europa (Belgio, Francia, Regno Unito), America (Canada, Cile, Colombia, Dominica, Haiti, Honduras), Africa (Camerun, Repubblica Democratica del Congo): la sede generalizia è a Parigi.
Al 31 dicembre 2005 l'istituto contava 1.325 religiose in 176 case.